# Jonathan Babineaux
Jonathan Joel Babineaux (* 12. Oktober 1981 in Port Arthur, Texas) ist ein US-amerikanischer ehemaliger American-Football-Spieler auf der Position des Defensive Tackles. Er spielte seine gesamt Karriere für die Atlanta Falcons in der National Football League (NFL).

## Kindheit und Jugend
Babineaux wuchs zusammen mit seinen vier Geschwistern in Port Arthur auf und ging hier zur Lincoln High School. Er spielte in der Footballmannschaft als Linebacker und als Punter und war zudem Team Captain. Außerdem spielte er Basketball und Golf.
Nach der High School ging er zur University of Iowa. In der College-Football-Mannschaft brachte er es auf 131 Tackles, 19 Sacks und 5 Erzwungene Fumbles.

## NFL
Im NFL Draft 2005 wurde er in der zweiten Runde als 59. Spieler von den Atlanta Falcons ausgewählt. Hier spielte er für insgesamt zwölf Jahre. Seine beste Saison hatte er 2009 mit sechs Sacks. Er erreichte mit den Falcons den Super Bowl LI, welcher aber mit 28:34 gegen die New England Patriots verloren wurde.

## Privates
Jonathan Babineaux ist der ältere Bruder von Jordan Babineaux, der auch American Football, unter anderem bei den Seattle Seahawks, in der NFL spielte.
Im Februar 2007 wurde er angeklagt wegen der Tötung des Pitbulls seiner damaligen Freundin. Im November 2007 wurde die Anklage jedoch fallen gelassen.
Babineaux ist verheiratet und hat zwei Kinder.